# Агер, Никола
Никола́ Аге́р, или Агериус (Nicolas Ager; 1568—1634) — французский ботаник и врач.

## Биография
Учился в Базеле, учёную степень получил в Страсбурге, где в 1618 году стал профессором медицины и ботаники. Занимался исследованием зоофитов, вопросами питания и психическими заболеваниями.
В честь его Линней назвал один вид индийского растения Paederota ageria из семейства норичниковых. Из множества сочинений Агера важнейшие: «Disputatio de Zoophytis» (Страсб., 1625), «De anima vegetativa» (Страсб., 1629).